# Bianca come la neve
Bianca come la neve (Blanche comme neige) è un film del 2019 diretto da Anne Fontaine. L'attrice protagonista è Lou de Laâge, in uno dei ruoli che contribuirono alla crescita della sua fama. 

## Trama
Il film rivisita la fiaba Biancaneve dei fratelli Grimm ambientandola ai nostri giorni.